# Jaroslav Kříž
Jaroslav Kříž (Jihlava, 12 de marzo de 1955) es un deportista checoslovaco que compitió en judo. Ganó dos medallas de plata en el Campeonato Europeo de Judo en los años 1983 y 1984.
Participó en los Juegos Olímpicos de Moscú 1980, donde finalizó séptimo en la categoría de –65 kg.

## Palmarés internacional
| Campeonato Europeo | Campeonato Europeo | Campeonato Europeo | Campeonato Europeo |
| Año                | Lugar              | Medalla            | Categoría          |
| ------------------ | ------------------ | ------------------ | ------------------ |
| 1983               | París (Francia)    | Medalla de plata   | –65 kg             |
| 1984               | Lieja (Bélgica)    | Medalla de plata   | –65 kg             |